# Roberson Felipe dos Santos Ribeiro
Roberson Felipe dos Santos Ribeiro (Roseira, 11 giugno 1991) è un ex calciatore brasiliano, di ruolo centrocampista.

## Carriera
In carriera ha giocato sei partite nella fase a gironi dell'OFC Champions League, realizzandovi anche due reti.